# Wskaźnik inferencyjny
Wskaźnik inferencyjny – pozwala wnioskować o wystąpieniu zjawiska, którego cecha jest trudna do zaobserwowania bądź zdefiniowania. Wskaźnik ten to zdarzenie obserwowalne, niewchodzące w skład definicji indicatum. O istnieniu zależności między wskaźnikiem a indicatum wnioskujemy poprzez inferowanie z różnych symptomów i wnioskowaniu z zaobserwowanych korelacji.

## Cechyindicatum
Indicatum jest to zjawisko, o którego wystąpieniu chcemy wnioskować. Może ono być zarówno obserwowalne jak i nieobserwowalne, od czego zależy dobór właściwego wskaźnika. Indicatum określane przez wskaźnik inferencyjny nie jest obserwowalne, a według polskiego socjologa, Stefana Nowaka jest "ukrytą, hipotetyczną oraz nieobserwowalną zmienną", która posiada określone, obserwowalne następstwa.

## Przykłady wskaźników inferencyjnych
Przykładem z dziedziny nauk społecznych jest wybór pewnego zachowania jako wskaźnika cechy psychicznej (nieobserwowalnego indicatum). Behawioralne korelaty cech psychicznych nie wchodzą w obszar ich definicji, są jednak ich obserwowalnymi wskaźnikami.
Inny przykład wskaźnika inferencyjnego stanowi fizyczna reakcja niemowląt na muzykę opartą na nieprzyjemnym dla ucha dysonansie, świadcząca o ich emocjonalnym stosunku do prezentowanych dźwięków. Stosunek do muzyki stanowi tu nieobserwowalne indicatum; niemowlęta nie są w stanie poinformować o swoich emocjach wywoływanych dźwiękami, jednak na podstawie behawioralnych reakcji (wskaźnik inferencyjny), takich jak zwiększona aktywność ruchowa oraz odwracanie się od głośnika, inferować możemy o odczuwaniu przez dzieci niepokoju.

## Wskaźniki mieszane
Prócz czystych wskaźników inferencyjnych wyróżniamy także:
- wskaźniki definicyjno-inferencyjne
- wskaźniki empiryczno-inferencyjne
- wskaźniki empiryczno-inferencyjno-definicyjne[1].